# Філліпсит

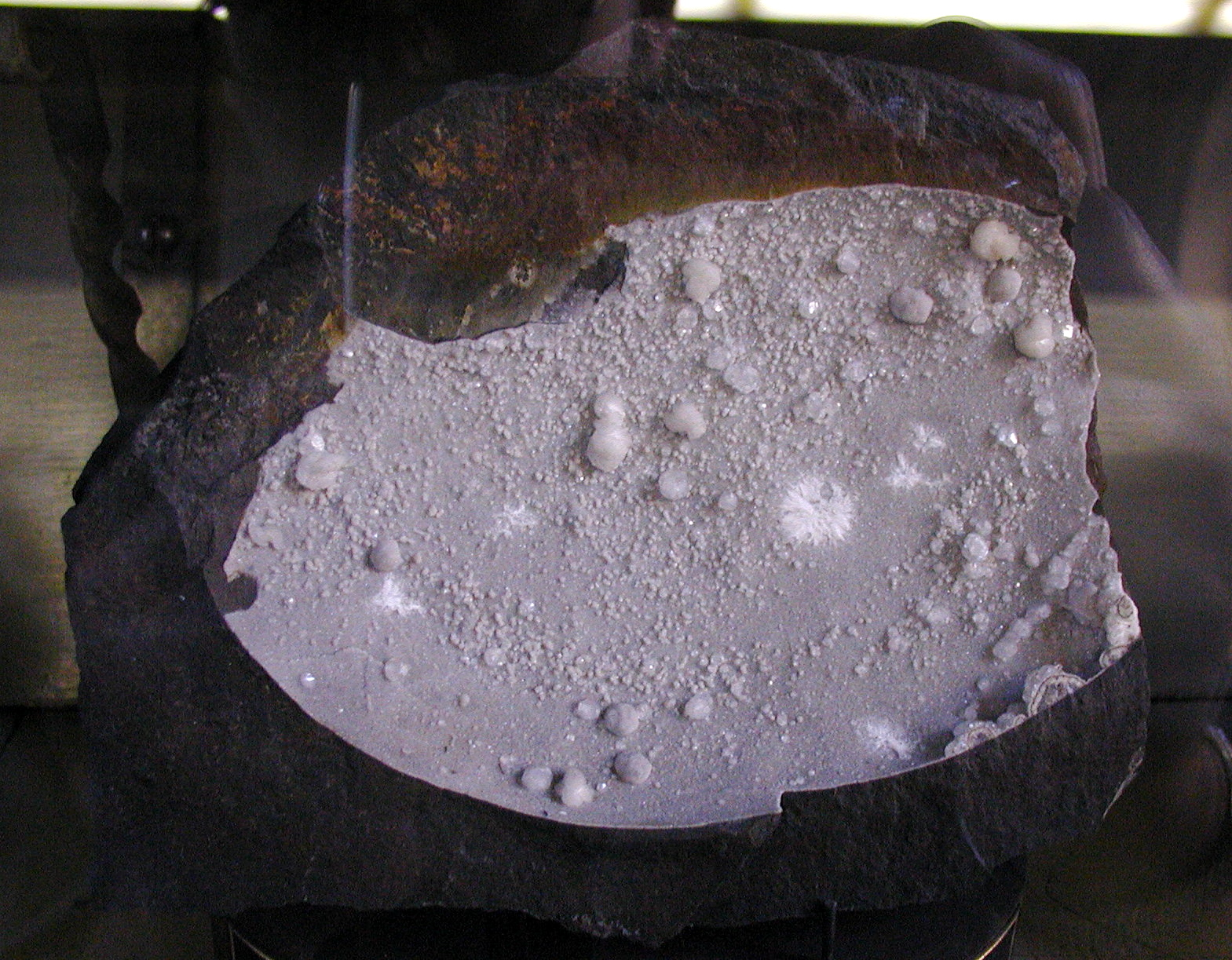
Філіпсит

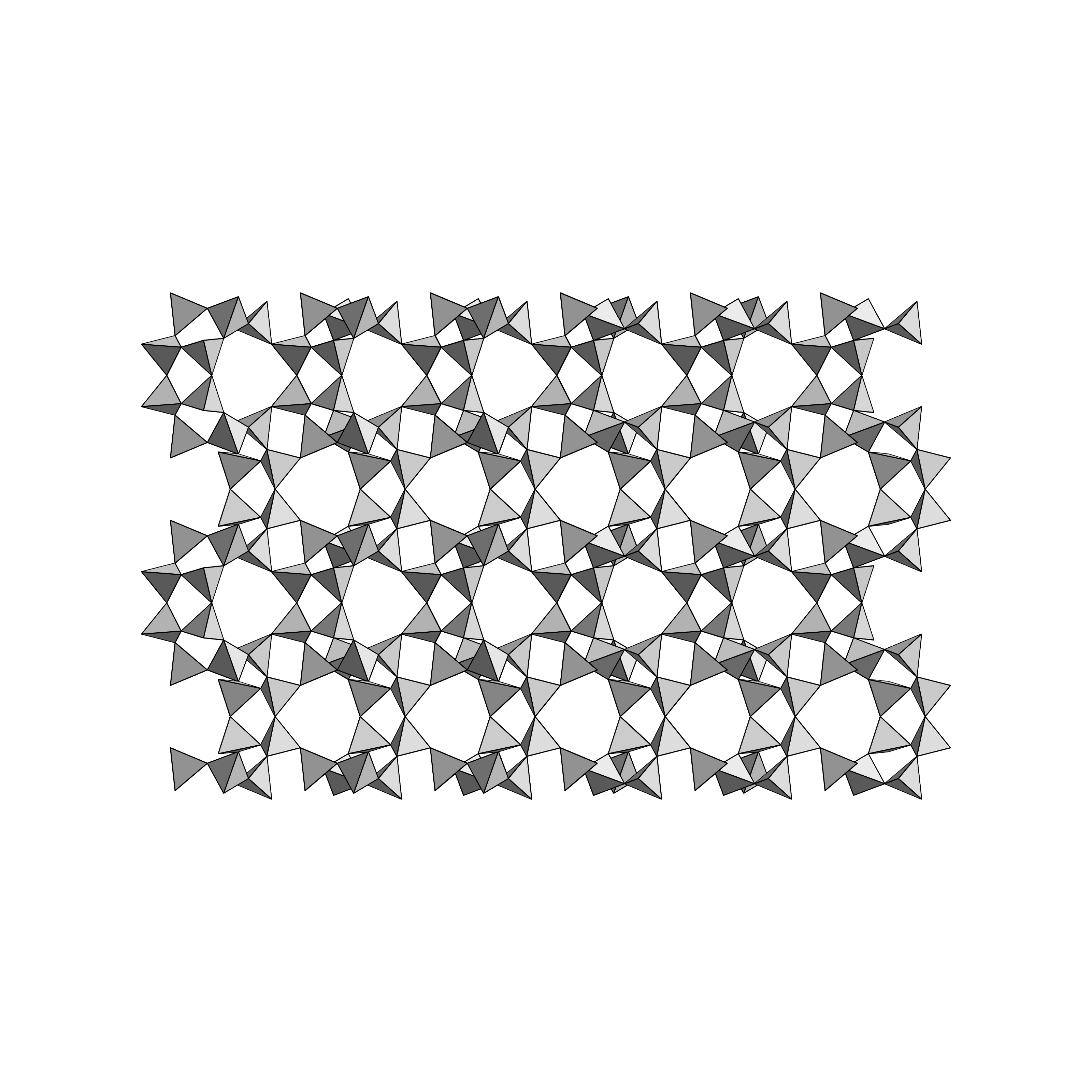
Структура філіпситу

Філліпсит, філіпсит (англ. phillipsite; нім. Phillipsit m) — мінерал, водний алюмосилікат кальцію, натрію і калію каркасної будови з групи цеолітів. Названий за прізвищем англійського мінералога В. Філліпса (W.Phillips), A.Levy, 1825. Синоніми: гармотом калієвий, гармотом кальцієвий, камінь хрестовий кальцієвий, нормалін, спангіт, цеоліт кубічний.

## Опис
Хімічна формула:
1. За К.Фреєм: (0,5Ca, Na, K)6[Al6Si10O32]х12H2O
2. За Є. Лазаренком: KCa[Al3Si5O16]•6H2O.
3. За «Fleischer's Glossary» (2004): (K, Na, Ca)1-2(Si, Al)8O16•6H2O.

Містить (%): K2O — 6,4; CaO — 7,6; Al2O3 −20,7; SiO2 — 48,8; H2O — 16,5.
Сингонія моноклінна. Утворює двійники проростання, зустрічається у вигляді призматичних кристалів, їх зростків-аґреґатів. Рідко — стовпчасті кристали. Спайність добра по (010) і (100). Густина 2,2. Тв. 4-4,5. Безбарвний, сірий, рожевий, жовтий або зелений. Прозорий і напівпрозорий. Блиск скляний. Крихкий.

## Розповсюдження
Виявлений у порожнинах і мигдалинах у базальтах. Часто в асоціації з анальцимом, шабазитом та ін. цеолітами. Присутній в червоних глинах або пелагічних відкладах Тихого та Індійського океанів. Продукт взаємодії базальтового скла з циркулюючими ґрунтовими водами в палагонітових туфах. Присутній у лужних ґрунтах. Знайдений у тріщинах вивержених гірських порід, а в корундових рудниках як первинний мінерал в матриці лужного базальту (Нова Зеландія, США). Рідкісний. 
Знахідки: Баден, Гессен (ФРН), Залєзі і Горні-Град (Чехія), о. Сицилія (Італія), преф. Ніїгата (Японія), граф. Антрім (Півн. Ірландія), оз. Тілз-Марш (шт. Невада, США), оз. Сьорлз (шт. Каліфорнія, США), озерні туфи Мохаве (штат Аризона, США), Кара-Даг (Крим, Україна), Хібіни (Кольський п-ів), Респ. Саха — Росія. 
Застосовується як молекулярне сито.

## Різновиди
Розрізняють:
- філіпсит баріїстий або барієвий (різновид філіпситу з Криму, який містить 4,95 % ВаО),
- уелсит (аналог або різновид філіпситу з родов. Бак Крік, США; містить 5,8 % СаО і 1,8 % Na2O).